# 紀元前265年
紀元前265年（きげんぜん265ねん）は、ローマ暦の年である。
当時は、「クィントゥス・ファビウス・マクシムス・グルゲスとルキウス・マミリウス・ウィトゥルスが共和政ローマ執政官に就任した年」として知られていた（もしくは、それほど使われてはいないが、ローマ建国紀元489年）。紀年法として西暦（キリスト紀元）がヨーロッパで広く普及した中世時代初期以降、この年は紀元前265年と表記されるのが一般的となった。

## 他の紀年法
- 干支 : 丙申
- 日本
  - 皇紀396年
  - 孝霊天皇26年
- 中国
  - 周 - 赧王50年
  - 秦 - 昭襄王42年
  - 楚 - 頃襄王34年
  - 斉 - 襄王19年
  - 燕 - 武成王7年
  - 趙 - 孝成王元年
  - 魏 - 安釐王12年
  - 韓 - 桓恵王8年
- 朝鮮 :
- ベトナム :
- 仏滅紀元 : 282年
- ユダヤ暦 :

## できごと

### ギリシア
- エジプト軍はサロニコス湾を封鎖したが、マケドニア王アンティゴノス2世はスパルタ軍を破り、コリントス付近でスパルタ王アレウス1世を殺害した。この戦いの後、彼はアテナイを包囲した。
- アクロタトスが父アレウス1世を継いでスパルタ王となった。

### シチリア
- ヒエロン2世は、マメルティニを再攻撃すると脅し、カルタゴの駐屯兵の支援を得た。マメルティニは共和政ローマに支援を求めた。

### 中国
- 秦の穣侯魏冄が封地の陶に赴いた。
- 秦の昭襄王の子の安国君が太子となった。
- 秦が趙を攻撃し、3城を奪った。趙は斉に援軍を求めたが、斉は長安君を人質として求めた。趙が長安君を斉に送ったので、斉が援軍を差し向けると、秦軍は撤退した。
- 斉の安平君田単が趙軍を率いて燕を攻撃し、中陽を奪った。さらに韓を攻撃して、注人を奪った。

### 科学
- アレクサンドリアの数学者アルキメデスによって水を汲み上げるためのアルキメディアン・スクリューが発明された。

## 死去
- アレウス1世 - スパルタ王
- 宣太后 - 戦国時代の秦の王太后
- 襄王 - 斉の王